# Herb Złoczewa
Herb Złoczewa – jeden z symboli miasta Złoczew i gminy Złoczew w postaci herbu.

## Wygląd i symbolika
Herb przedstawia w polu błękitnym postać św. Andrzeja ubranego w szaty srebrne, z nimbem złotym na głowie, trzymającego krzyż, w kształcie litery „X”, czarny. Po bokach postaci świętego widnieją złote litery „S” i „A”. Jest to skrót od łacińskiego „Sanctus Andreas” (Święty Andrzej). Całość na tarczy późnogotyckiej. 
Postać św. Andrzeja w herbie symbolizuje patrona założyciela miasta i fundatora świątyni parafialnej – Andrzeja Ruszkowskiego.

## Historia
Herb został przyjęty uchwałą Rady Miejskiej w Złoczewie nr XXXVII/240/09 z 30 września 2009 roku.
Poprzedni herb Miasta i Gminy Złoczew został wprowadzony 13 czerwca 1990r. i był osadzony na tarczy francuskiej.